# 136-я стрелковая дивизия (2-го формирования)
136-я стрелковая дивизия — стрелковое соединение РККА Вооружённых Сил СССР, принимавшее участие в Великой Отечественной войне.

## История
12 марта 1942 года на базе 8-й отдельной стрелковой бригады образована 136-я стрелковая дивизия (2-го формирования) в составе 23-й армии Ленинградского фронта, с августа в составе 55-й армии.
В составе 23-й и 55-й армии Ленинградского фронта дивизия участвует в Синявинской наступательной операции, ведёт бои по захвату и расширению плацдарма на восточном берегу р. Тосно.
С января 1943 года дивизия в составе 67-й армии Ленинградского фронта участвует в операции «Искра», по прорыву блокады Ленинграда. С 12 января части дивизии, действуя на направлении главного удара армии, с тяжелыми боями прорвали оборону противника и 18 января соединились с частями 18-й стрелковой дивизии 2-й ударной армии Волховского фронта в районе Рабочего Поселка № 5, завершив тем самым прорыв блокады Ленинграда.
19 января 1943 года 136-я стрелковая дивизия Приказом НКО № 31, за прорыв блокады Ленинграда и проявленные в боях с немецкими захватчиками отвагу, стойкость, мужество, дисциплину и организованность, за героизм личного состава, удостоена почётного звания «Гвардейская», получило новый войсковой № 63 и преобразована в 63-ю гвардейскую стрелковую дивизию, все полки удостоены почётного наименования «Ленинградский»

## Полное наименование
136-я стрелковая дивизия

## Состав
- управление
- 269-й стрелковый полк (полковник Н. С. Никоноров)
- 270-й стрелковый полк
- 342-й стрелковый полк
- 343-й артиллерийский полк
- 269-й отдельный истребительно-противотанковый дивизион
- 194-я отдельная разведывательная рота
- 42-й отдельный саперный батальон
- 181-й отдельный батальон связи
- 203-й медико-санитарный батальон
- 284-я отдельная рота химзащиты
- 37-я автотранспортная рота
- 556-й минометный дивизион — с 15.03.1942 до 29.10.1942
- 138-я полевая хлебопекарня
- 55-й дивизионный ветеринарный лазарет
- 34-я дивизионная артиллерийская ремонтная мастерская
- 31-я полевая почтовая станция
- 863-я полевая касса Госбанка

## В составе
| Дата            | Фронт (округ)       | Армия      | Корпус | Примечания |
| --------------- | ------------------- | ---------- | ------ | ---------- |
| 12.03.1942 года | Ленинградский фронт | 23-й армия | —      | —          |
| 01.08.1942 года | Ленинградский фронт | 55-й армия | —      | —          |
| 01.01.1943 года | Ленинградский фронт | 67-я армия | —      | —          |

## Командование дивизии
Командиры дивизии
- Симоняк, Николай Павлович (март 1942 — январь 1943) генерал-майор

Заместители командира дивизии
- Евстигнеев, Михаил Васильевич (сентябрь — октябрь 1944) полковник

## Герои Советского Союза
- Лапшов, Иван Антонович, сержант, старшина роты 342-го стрелкового полка.
- Молодцов, Дмитрий Семёнович, красноармеец, связист взвода связи 270-го стрелкового полка.